# Marzio Bruseghin
Marzio Brusehin (Conegliano, Vèneto, 15 de juny del 1974) és un exciclista italià, professional des del 1997 fins al 2012. Les seves principals victòries són 2 etapes del Giro d'Itàlia i el campionat nacional de contrarellotge de 2006.

## Palmarès
- 1992
  - 1r al Giro de la Lunigiana
- 1996
  - 1r al Trofeu Piva
  - 1r al GP Industria e Commercio di San Vendemiano
  - 1r al Giro del Casentino
  - 1r a la Piccola Sanremo
  - 1r a l'Astico-Brenta
- 2006
  -  Campió d'Itàlia de contrarellotge
- 2007
  - Vencedor d'una etapa del Giro d'Itàlia
- 2008
  - Vencedor d'una etapa del Giro d'Itàlia

### Resultats al Giro d'Itàlia
- 1998. 80è de la classificació general
- 1999. 66è de la classificació general
- 2000. 69è de la classificació general
- 2001. 16è de la classificació general
- 2003. 22è de la classificació general
- 2004. 58è de la classificació general
- 2005. 9è de la classificació general
- 2006. 25è de la classificació general
- 2007. 8è de la classificació general. Vencedor d'una etapa
- 2008. 3r de la classificació general. Vencedor d'una etapa
- 2009. 10è de la classificació general
- 2010. No surt (7a etapa)

### Resultats al Tour de França
- 2002. 47è de la classificació general
- 2003. 66è de la classificació general
- 2004. 68è de la classificació general
- 2006. 20è de la classificació general
- 2007. 41è de la classificació general
- 2008. 27è de la classificació general
- 2009. 80è de la classificació general

### Resultats a la Volta a Espanya
- 2008. 10è de la classificació general